# Turmhügelburg Schwaikheim
Die Turmhügelburg Schwaikheim war eine frühmittelalterliche Motte im Ortskern der Gemeinde Schwaikheim im baden-württembergischen Rems-Murr-Kreis.
Über die Geschichte der Befestigungsanlage, deren Reste am Anfang der 1990er Jahre abgetragen wurden, ist wenig überliefert.

## Lage
Die ehemalige Befestigung befand sich im Überschwemmungsgebiet des Zipfelbachs, im Bereich der heutigen Bahnhofstraße 6.

## Geschichte
In Schwaikheim saß ohne Zweifel im frühen Mittelalter ein Adelsgeschlecht. Im Codex Hirsaugiensis wird um 1100 ein Nibelung von Schwaikheim (Nibelunc de Sweicheim) erwähnt, welcher dem Kloster Hirsau ein Grundstück in Benningen schenkte. Es könnte sich um das heutige Benningen am Neckar handeln oder auch um die abgegangene Siedlung Benningen, die sich bei Schwaikheim befand. Über Nibelung und das Geschlecht derer von Schwaikheim haben sich ansonsten keine weiteren Nachrichten erhalten. Es ist unklar, wann die Burg abgegangen ist. Um 1245 besaß das Stift Backnang Güter und Rechte in Schwaikheim. Somit sollten das Geschlecht und die Burg im 13. Jahrhundert nicht mehr existiert haben.
Im 16. Jahrhundert (1524) wird der Flurname Burggraben in Schwaikheim überliefert.
In einem Landbuch aus der ersten Hälfte des 17. Jahrhunderts wird die Burg als „alt Burgstall“ bezeichnet. Auf der so genannten Urkarte von 1832 ist der Burghügel klar erkennbar. In der Beschreibung des Oberamts Waiblingen wird der Burgstall auch noch erwähnt. In dieser Zeit befand sich auf dem Burghügel ein Gartenhäuschen. Weiterhin berichtet die Oberamtsbeschreibung von Keramikfragmenten und sogar von einigen im Ganzen erhaltenen Gefäßen.
Im Jahre 1877 wurde das ehemalige Burggelände mit dem 5–6 Meter hohen Hügel weitgehend überbaut. 1979 war der Hügel noch teilweise zu erkennen. 1994 wurden die umliegenden Gebäude abgerissen, um Platz für eine Seniorenwohnanlage zu schaffen. Dies gab dem Landesdenkmalamt die Möglichkeit, archäologische Grabungen durchzuführen. Diese brachten zwei Burggräben und Holzfragmente zum Vorschein, die möglicherweise zu einer Zugbrücke gehörten.